# Titularbistum Rama
Rama oder Ramata (ital.: Ramatha) ist ein Titularbistum der römisch-katholischen Kirche.
Einen untergegangenen Bischofssitz von Rama oder Ramata hat es nie gegeben. Der Titularbischof der in der Zeit der Kreuzzüge begründeten Diözese von Lydda (heute Lod in Israel) und Rama (heute Ramla) wurde meist Bischof von Rama genannt. Später wurde dieser Umstand vergessen und es gab sowohl ein Titularbistum Lydda als auch ein Titularbistum Rama. Nach Aufklärung des Zusammenhangs 1884 wurde das Titularbistum aufgehoben.
| Titularbischöfe von Ramata/Rama |                               | |                   |                   |
| Nr.                             | Name                          | Amt | von               | bis               |
| 1                               | Charles Walmesley OSB         | 15. Juni 1756 – 14. April 1770 Apostolischer Koadjutorvikar von Western District, 14. April 1770 – 25. November 1797 Apostolischer Vikar von Western District (Königreich Großbritannien)                                                      | 15. Juni 1756     | 25. November 1797 |
| 2                               | Patrick MacMullan             | Koadjutorbischof von Down und Connor (Königreich Irland) | 29. Juli 1793     | 8. Oktober 1794   |
| 3                               | Michał Piwnicki               | Koadjutorbischof von Luzk und Schytomyr (Russisches Reich) | 3. Juli 1826      | 23. Juni 1828     |
| 4                               | Franz Laurenz Mauermann OSB   | Apostolischer Vikar von Sachsen (Königreich Sachsen) | 26. November 1841 | 25. Oktober 1845  |
| 5                               | Paul Ambroise Bigandet M.E.P. | 27. März 1846–1866 Apostolischer Koadjutorvikar von Malacca-Singapur, 1866 – 12. August 1870 Apostolischer Vikar von Westsiam, 12. August 1870 – 13. März 1894 Apostolischer Vikar von Süd-Burma (Straits Settlements/Thailand/Britisch-Burma) | 27. März 1846     | 13. März 1894     |